# Nationaal park Boorabbin
Nationaal park Boorabbin is een nationaal park in West-Australië. Het park ligt langs de Great Eastern Highway, tussen Southern Cross en Coolgardie.

## Geschiedenis
Ten tijde van de Europese kolonisatie leefden de Kalamaia Aborigines in de streek.
C.C. Hunt verkende de streek in 1865 en vermeldde Boorabbin als de Aboriginesnaam voor een rotsformatie.
Het park werd in 1978 opgenomen in de 'Australian Heritage Database'. Het werd naar de rotsformatie vernoemd.

## Beschrijving
Het park ligt in de 'Great Western Woodlands' en is bijna 300 km² groot. Het heeft een rechthoekige vorm en is ongeveer 30 kilometer lang en 10 kilometer breed. Het park bestaat uit een golvend landschap van wijde vlaktes met heide en 'woodland'. In de lente groeien er wilde bloemen waarvan sommige soorten endemisch zijn.

## Fauna en flora

### Fauna
Uit veldonderzoek gedaan in het nationaal park Boorabbin en het in 2000 opgerichte nabijgelegen nationaal park Goldfields Woodland bleek dat er 17 inheemse zoogdiersoorten, 4 kikkersoorten, 52 reptielensoorten en 51 vogelsoorten voorkwamen waaronder:
- Wongainingaui
- smalvoetbuidelmuizen
- Rattus fuscipes
- agamen
- goudkruinhoningeter
- blauwborstelfje
- malleeheidesluiper

### Flora
Een selectie:
- Grevillea eriostachya
- Hakea multilineata
- Verticordia roei
- Banksia elderiana
- Banksia audax
- Banksia lullfitzii
- Eriostemon pachyphyllus
- Eriostemon coccineus.

Alexander Morrison · 
Avon Valley · 
Badgingarra · 
Bandiln͟gan (Windjana Gorge) · 
Beelu · 
Boorabbin · 
Brockman · 
Cape Arid · 
Cape Le Grand · 
Cape Range · 
Cliff Spackman · 
Collier Range · 
Dan͟ggu · 
D'Entrecasteaux · 
Dimalurru (Tunnel Creek) · 
Drovers Cave · 
Drysdale River · 
Eucla · 
Fitzgerald River · 
Francois Peron · 
Frank Hann · 
Gloucester · 
Goldfields Woodlands · 
Goongarrie · 
Gooseberry Hill · 
Greater Beedelup · 
Greenmount · 
Hassell · 
Hidden Valley · 
John Forrest · 
Kalamunda · 
Kalbarri · 
Karijini · 
Karlamilyi · 
Kennedy Range · 
Lawley River · 
Leeuwin-Naturaliste · 
Lesmurdie Falls · 
Lesueur · 
Millstream-Chichester · 
Mitchell River · 
Moore River · 
Mount Augustus · 
Mount Frankland · 
Mount Roe-Mount Lindesay · 
Nambung · 
Neerabup · 
Peak Charles · 
Porongurup · 
Purnululu · 
Scott · 
Serpentine · 
Shannon · 
Sir James Mitchell · 
Stirling Range · 
Stokes · 
Tathra · 
Torndirrup · 
Tuart Forest · 
Unnamed (Nr. 17519) · 
Unnamed (Nr. 46400) · 
Walpole-Nornalup · 
Walyunga · 
Warren · 
Watheroo · 
Waychinicup · 
Wellington · 
West Cape Howe · 
William Bay · 
Wolfe Creek Meteorite Crater · 
Yalgorup · 
Yanchep
Overzicht Nationale parken in:
 Australië · New South Wales · Noordelijk Territorium · Queensland · Zuid-Australië · Tasmanië · Victoria · West-Australië